# SIKU

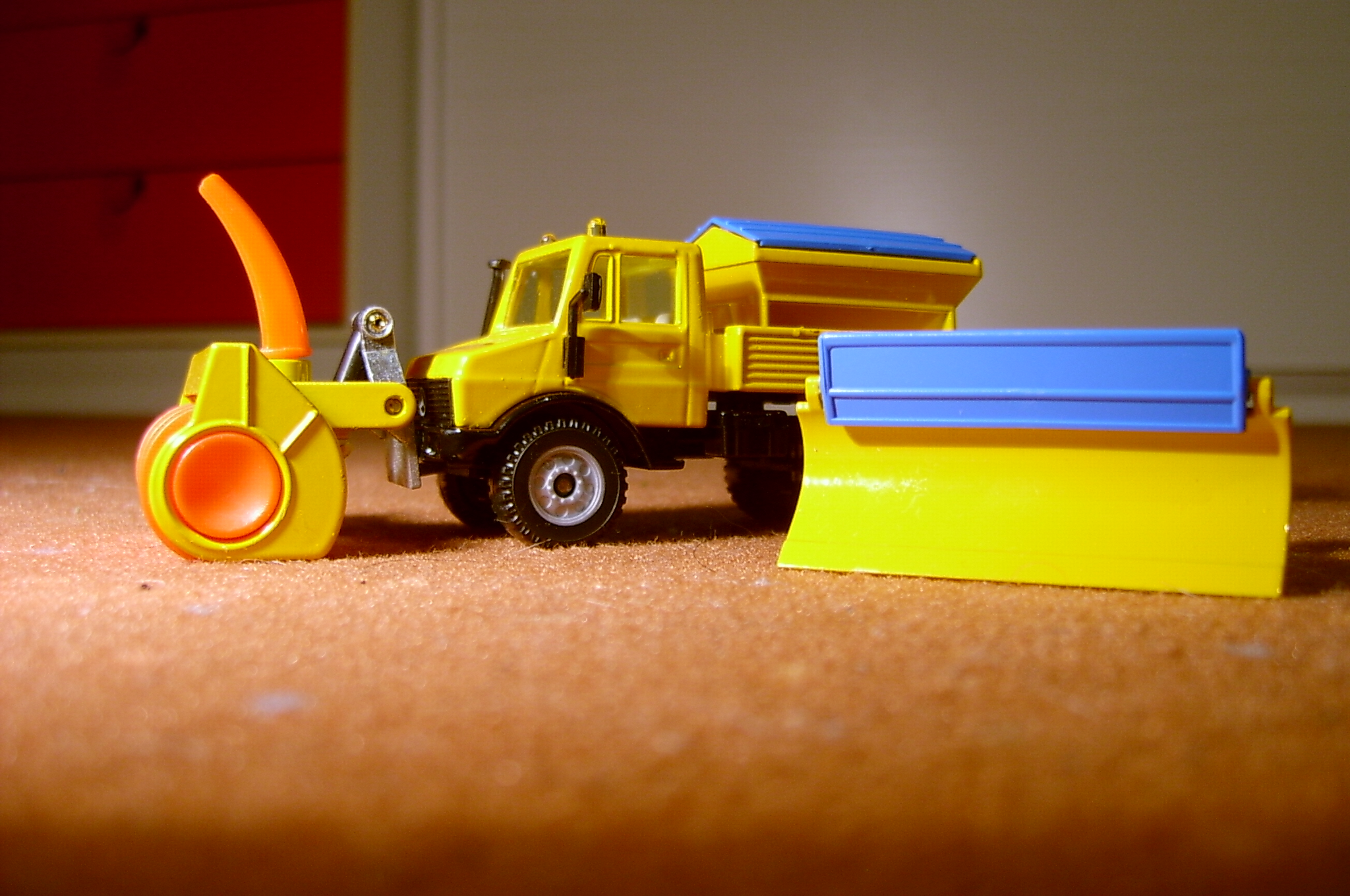
2827 Unimog-Winterdienst (U 1500), 1992 tot 2002 gebouwd

Siku is een Duitse fabrikant van speelgoed model voertuigen vervaardigd uit kunststof en metaal. In 1950 werd de naam SIKU gedeponeerd, als afkorting van Sieper Kunststoffe, naar de achternaam van oprichter Richard Sieper.

## Geschiedenis
Voor de V-series
Sieper Werke is in 1921 opgericht door Richard Sieper. Richard bouwde een fabriek in het plaatsje Lüdenscheid in Duitsland. In de fabriek werden toen nog alleen gereedschappen gemaakt.
In 1943 werd een tweede fabriek geopend in Hilchenbadt te Duitsland. Dit is zo'n 100 kilometer van de eerste fabriek in Lüdenscheid.
Rond 1950 maakt Siku speelgoed van plastic o.a. 16 figuurtjes, boerderijdieren, aquarium en sneeuwschudder. 
V-serie in plastic
De eerste serie auto's werd gepresenteerd op de Neurenberger Messe. Aanvankelijk waren deze auto's geheel uit plastic. De serie werd genummerd met V-nummers. De eerste SIKU, de V1, was een Mercedes-Benz 300.
V-serie in metaal
Toen Matchbox werd geïntroduceerd in Duitsland, reageerde Siku op de concurrentie door de auto's niet meer in plastic, maar in gegoten metaal uit te voeren (nog wel met plastic interieurs en ruitjes). Aanvankelijk werden deze auto's ook nog met de V-nummering genummerd, maar toen in de jaren 70 de computer zijn intrede deed bij Siku werd de nummering omgezet naar het huidige viercijferige systeem.
Na de V-series
Aan de nummering is af te leiden of het gaat om personenauto's, kleine trucks, auto's met aanhangers, trucks, trucks met aanhangers, kraanwagens of tractors. Siku begon met vooral Duitse merken, bouwde dat uit naar buitenlandse merken, maar tegenwoordig ligt de nadruk weer op de Duitse merken. Net als Dinky Toys en Matchbox is Siku erg geliefd bij verzamelaars van uiteenlopende leeftijden.

## Series
Siku heeft een aantal verschillende modellijnen in haar productaanbod die door Siku wel serie wordt genoemd.
1:87
Vroeger heette dit de Super Serie, waarin voornamelijk kleine vrachtauto's en tractors worden aangeboden. Sinds 2004 is er echter ook een kleine Porsche en Mini in deze schaal bij Siku.
Super
In de Super Serie worden personenauto's en vroeger vrachtauto's verkocht. Dit is een relatief populaire lijn; onder verzamelaars wordt het oog voor detail gewaardeerd.
Farmer
In de Farmer serie worden tractors, werktuigen en andere tractortoebehoren verkocht. Evenals de Super Serie is dit een populaire lijn, ondanks de stevige concurrentie van onder andere Britains.
Classic
Siku startte in 2005 met een Classic serie, waarbij oude auto's, tractors en trucks centraal staan.
Siku Control
Siku maakt onder de naam Siku Control tractors die van afstand te besturen zijn. Sinds kort is er ook een vrachtwagen. Een MAN met trailer in de schaal 1:32.
Euro
Hier worden modellen aangeboden uit Europa bijvoorbeeld een Nederlandse politieauto van Volkswagen